# Kemafil
Kemafil® je technologie výroby textilií válcovitého tvaru sestávajících z jádra a pláště. 
Technologie vyvinutá v Saském textilním výzkumném ústavu v Saské Kamenici je od roku 2009 chráněna patentem.

## Princip technologie Kemafil
Okrouhlý pletací stroj vytváří se čtyřmi háčkovými skřipci z filamentové příze pletené struktury kolem ohebného jádra válcovitého tvaru. Skřipce jsou umístěny v dosahu vodící trubky, kterou prochází zhuštěný materiál mnoha různých druhů. Propletením jádra vzniká délková textilie s tloušťkou cca 4-60 mm v neomezené délce.
Na jádro kemafilu se dají použít např. odpadové nitě, drátky, fólie, hadičky, trubice, smotky vláken z přírodních a umělých materiálů v různých kombinacích.

## Stroj na výrobu kemafilu
Asi od 2. dekády 21. století vyrábějí dvě německé firmy stroje na kemafil sériově.  
- Podle údajů jedné z nich může stroj vyrábět délkové textilie rychlostí 40 m/min. v tloušťce 5-65 mm proplétané 25-500 očky na metr délky.[3]
- Výrobky jiné firmy (označované jako „ kruhově šicí stroj“) pracují s odváděcí rychlostí do 25 m/min.[4]
- V období 2020-2022 byl ve (shora zmíněném) výzkumném ústavu realizován projekt vývoje alternativní konstrukce kemafilu. Jedná se o technologii výroby propletů ve tvaru stužky s mimořádně rozsáhlou plochou povrchu (640 m²/m³). Stužka se má použít ke zhotovení plošné textilie sloužící k čištění odpadních vod. Projekt byl finančně podporován německou vládou.[5]

## Použití kemafilových výrobků
Jako možné použití se uvádí zejména: Izolace, obaly, výztuže (při dopravě), drenáže, nosiče rostlin, matrace aj.